# Weddowie

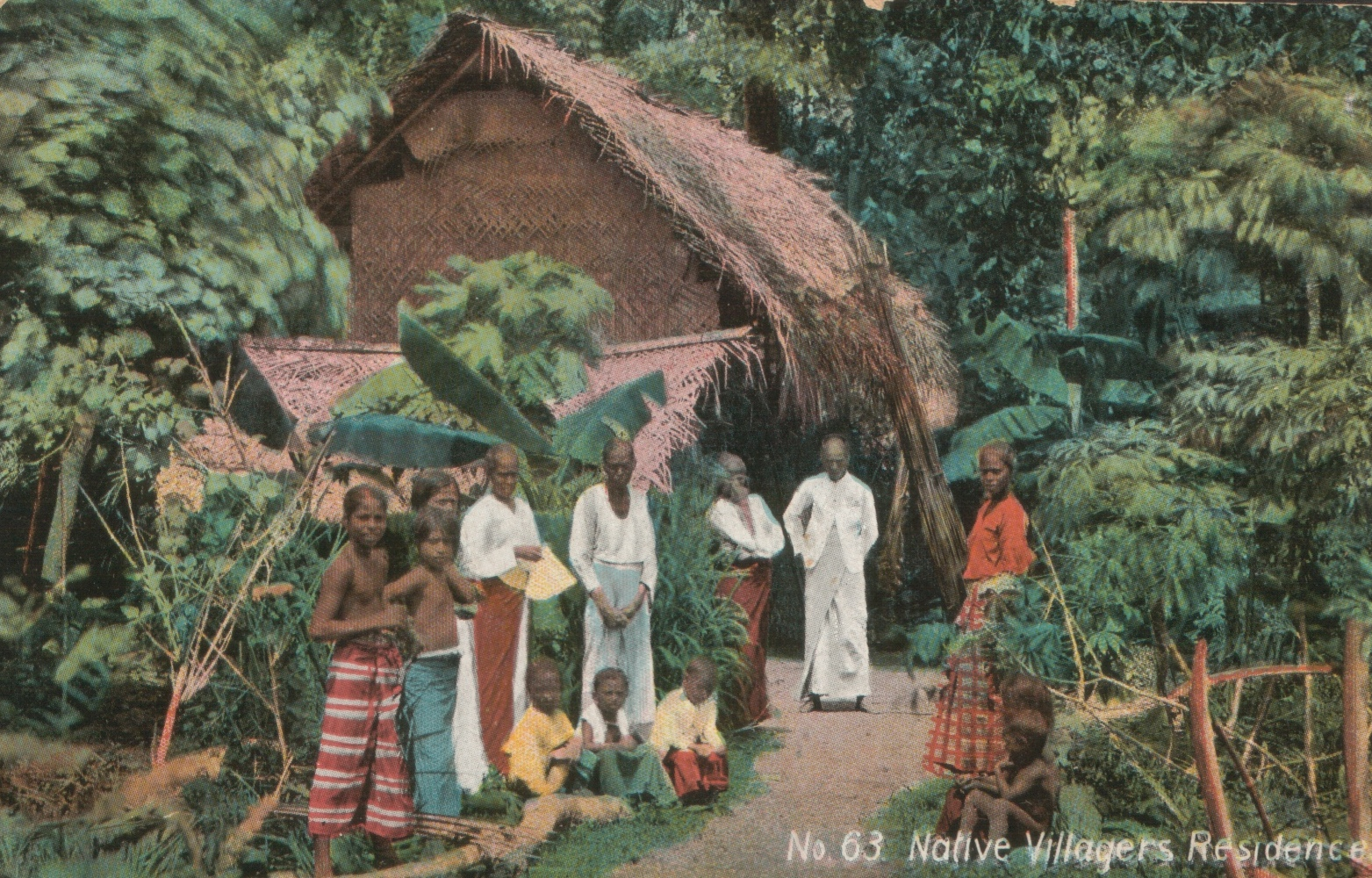
Osada weddyjska w 1910

Weddowie (Wannijala-Aetto „ludzie lasu”) – lud (około 400 osób) zamieszkujący obszary górskie południowo-wschodniej Sri Lanki. Posługują się językiem syngaleskim, należącym do indoaryjskiej grupy językowej, używają jednak pewnych słów wywodzących się z języka używanego na Cejlonie przed przybyciem Indoaryjczyków (np. ruhaŋ – przyjaciel; po syngalesku jalua). Na początku XX w. byli uważani za jeden z najbardziej pierwotnych ludów na Ziemi, asymilowanych przez Syngalezów. Ludność utrzymuje się ze zbieractwa, łowiectwa oraz uprawy ziemi.
Pod względem antropologicznym są podobni do Aborygenów, ale ich przynależność do rasy białej lub czarnej do dzisiaj nie jest rozstrzygnięta – są niscy, głowy mają wydłużone, z czołem pochylonym, o silnych łukach nadoczodołowych, nos szeroki, włosy lekko faliste.